# تاکاهیرو اوگیهارا
تاکاهیرو اوگیهارا (ژاپنی: 扇原 貴宏؛ زادهٔ ۵ اکتبر ۱۹۹۱) یک بازیکن فوتبال اهل ژاپن است. وی در تیم ملی فوتبال ژاپن بازی کرده است.